# USS Aspro (SS-309)
USS Aspro (SS/AGSS-309) là một  tàu ngầm lớp Balao từng phục vụ cùng Hải quân Hoa Kỳ trong Chiến tranh Thế giới thứ hai. Nó là chiếc tàu chiến đầu tiên của Hải quân Hoa Kỳ được đặt cái tên này, theo tên một chi cá nước ngọt thuộc họ Cá vược. Nó đã phục vụ trong suốt Thế Chiến II, thực hiện tổng cộng bảy chuyến tuần tra, đánh chìm năm tàu Nhật Bản, bao gồm một tàu ngầm, với tổng tải trọng 21.854 tấn. Được cho ngừng hoạt động sau khi xung đột chấm dứt vào năm 1946, nó được huy động trở lại để tiếp tục phục vụ trong cuộc Chiến tranh Lạnh trong hai giai đoạn từ năm 1951 đến năm 1954 và từ năm 1957 đến năm 1962, và xếp lại lớp như một tàu ngầm phụ trợ AGSS-309. Con tàu cuối cùng bị đánh chìm như một mục tiêu ngoài khơi California vào năm 1962. Aspro được tặng thưởng bảy Ngôi sao Chiến trận do thành tích phục vụ trong Thế Chiến II.

## Thiết kế và chế tạo
Thiết kế của lớp Balao được cải tiến dựa trên  tàu ngầm lớp Gato dẫn trước, là một kiểu tàu ngầm hạm đội có tốc độ trên mặt nước cao, tầm hoạt động xa và vũ khí mạnh để tháp tùng hạm đội chiến trận. Khác biệt chính so với lớp Gato là ở cấu trúc lườn chịu áp lực bên trong dày hơn, và sử dụng thép có độ đàn hồi cao (HTS: High-Tensile Steel), cho phép lặn sâu hơn đến 400 ft (120 m). Con tàu dài 311 ft 9 in (95,02 m) và có trọng lượng choán nước 1.526 tấn Anh (1.550 t) khi nổi và 2.424 tấn Anh (2.463 t) khi lặn. Chúng trang bị động cơ diesel dẫn động máy phát điện để cung cấp điện năng cho bốn động cơ điện, đạt được công suất 5.400 shp (4.000 kW) khi nổi và 2.740 shp (2.040 kW) khi lặn, cho phép đạt tốc độ tối đa 20,25 hải lý trên giờ (37,50 km/h) và 8,75 hải lý trên giờ (16,21 km/h) tương ứng. Tầm xa hoạt động là 11.000 hải lý (20.000 km) khi đi trên mặt nước ở tốc độ 10 hải lý trên giờ (19 km/h) và có thể hoạt động kéo dài đến 75 ngày.
Tương tự như lớp Gato dẫn trước, lớp Balao được trang bị mười ống phóng ngư lôi 21 in (530 mm), gồm sáu ống trước mũi và bốn ống phía phía đuôi tàu, chúng mang theo tối đa 24 quả ngư lôi. Vũ khí trên boong tàu gồm một hải pháo 4 inch/50 caliber, một khẩu pháo phòng không Bofors 40 mm nòng đơn và một khẩu đội Oerlikon 20 mm nòng đôi, kèm theo hai súng máy .50 caliber. Trên tháp chỉ huy, ngoài hai kính tiềm vọng, nó còn trang bị ăn-ten radar SD phòng không và SJ dò tìm mặt biển. Tiện nghi cho thủy thủ đoàn bao gồm điều hòa không khí, thực phẩm trữ lạnh, máy lọc nước, máy giặt và giường ngủ cho hầu hết mọi người, giúp họ chịu đựng cái nóng nhiệt đới tại Thái Bình Dương cùng những chuyến tuần tra kéo dài đến hai tháng rưỡi.
Aspro được đặt lườn tại Xưởng hải quân Portsmouth ở Kittery, Maine vào ngày 27 tháng 12, 1942. Nó được hạ thủy vào ngày 7 tháng 4, 1943, được đỡ đầu bởi bà William L. Freseman, và được cho nhập biên chế cùng Hải quân Hoa Kỳ vào ngày 31 tháng 7, 1943 dưới quyền chỉ huy của Hạm trưởng, Thiếu tá Hải quân Harry Clinton Stevenson.

## Lịch sử hoạt động

### 1943
Sau khi hoàn tất việc chạy thử máy huấn luyện tại các vùng biển ngoài khơi Portsmouth, New Hampshire; New London, Connecticut và Newport, Rhode Island, Aspro chuẩn bị để được điều động sang khu vực Mặt trận Thái Bình Dương. Nó khởi hành từ Căn cứ Tàu ngầm Hải quân New London vào ngày 17 tháng 9, 1943, băng qua kênh đào Panama và đi đến Trân Châu Cảng vào ngày 18 tháng 10.

#### Chuyến tuần tra thứ nhất
Rời vùng biển quần đảo Hawaii vào ngày 24 tháng 11 cho chuyến tuần tra tại khu vực chung quanh Đài Loan và quần đảo Sakishima, Aspro ghé đến đảo Midway vào ngày 28 tháng 11 để được tiếp thêm nhiên liệu. Vào ngày 15 tháng 12, nó phát hiện một đoàn gồm một tàu chở dầu và hai tàu buôn được hai tàu hộ tống bảo vệ; nó phóng ngư lôi nhắm vào chiếc tàu chở dầu nhưng chỉ có thể gây hư hại cho mục tiêu. Vào đêm 17-18 tháng 12, nó lại phát hiện một đoàn tàu 15 chiếc, và đến 22 giờ 26 phút đã phóng ngư lôi phía đuôi nhắm vào một tàu chở dầu và một tàu chở hàng, rồi cơ động đổi hướng và tiếp tục tấn công một đợt thứ hai. Sau đó nó phải lặn sâu để né tránh phản công từ tàu khu trục Shiokaze.

### 1944
Chỉ còn lại một quả ngư lôi, Aspro kết thúc chuyến tuần tra và quay trở về Midway vào ngày 1 tháng 1, 1944 để được tái trang bị. Sau đó nó lên đường đi Trân Châu Cảng vào ngày 15 tháng 1 cho một đợt huấn luyện ngắn rồi quay trở lại Midway. Cho dù nó tự nhận đã đánh chìm được ba tàu buôn và gây hư hại cho ba chiếc khác, việc đối chiếu với tài liệu của phía Nhật Bản sau chiến tranh chỉ xác nhận nó đã gây hư hại cho hai tàu chở dầu Sarawak Maru và Tenei Maru.

#### Chuyến tuần tra thứ hai
Khởi hành từ Midway vào ngày 3 tháng 2, 1944 cho chuyến tuần tra thứ hai ở phía Bắc căn cứ Truk, Aspro tham gia vào Chiến dịch Hailstone. Lúc 11 giờ 21 phút ngày 15 tháng 2, nó bắt gặp một tàu ngầm Nhật Bản, và theo dõi mục tiêu mãi cho đến 22 giờ 23 phút mới đi đến vị trí tấn công thuận lợi. Một loạt bốn quả ngư lôi phóng ra đã trúng đích được hai quả, đánh chìm chiếc I-43 tại tọa độ 10°23′B 150°23′Đ / 10,383°B 150,383°Đ. Đến ngày 17 tháng 2, Aspro chịu đựng một đợt tấn công bằng mìn sâu của đối phương nhưng không bị hư hại. Nó lại tấn công một tàu chở hàng đối phương bằng ngư lôi vào ngày 4 tháng 3, nhưng chỉ gây hư hại cho đối phương. Nó quay trở về Trân Châu Cảng vào ngày 28 tháng 3 để kết thúc chuyến tuần tra.

#### Chuyến tuần tra thứ ba
Trong chuyến tuần tra thứ ba từ ngày 22 tháng 4 đến ngày 16 tháng 6 tại khu vực quần đảo Palau, Aspro ghé đến Midway vào ngày 26 tháng 4 để tiếp thêm nhiên liệu. Nó bắt gặp một đoàn hai tàu buôn được ba tàu hộ tống bảo vệ vào ngày 14 tháng 5; nó phóng một loạt ngư lôi lúc 05 giờ 54 phút vào một tàu buôn, rồi chứng kiến Jokuja Maru (6.440 tấn) bị đắm một giờ rưỡi sau đó tại tọa độ 10°10′B 131°25′Đ / 10,167°B 131,417°Đ. Sang ngày hôm sau nó tiếp tục tấn công một tàu hộ tống trong cùng đoàn tàu, và chia sẻ cùng tàu ngầm Bowfin (SS-287) chiến công đánh chìm tàu buôn Bisan Maru (4.500 tấn). Nó tiếp tục tuần tra tại khu vực thêm một tháng trước khi quay trở về căn cứ Fremantle, Australia, và trải qua hai tuần lễ tại đây để tái trang bị.

#### Chuyến tuần tra thứ tư
Lên đường vào ngày 9 tháng 7 cho chuyến tuần tra thứ tư, Aspro ghé đến Darwin, Australia vào ngày 16 tháng 7 để tiếp thêm nhiên liệu trước khi đi đến khu vực tuần tra tại biển Đông. Vào ngày 19 tháng 7, nó phát hiện một đoàn bốn tàu buôn cỡ trung được năm tàu hộ tống bảo vệ ngoài khơi bờ biển phía Tây Luzon, Philippines; nó phóng một loạt ngư lôi tấn công lúc 05 giờ 45 phút và nghe được nhiều tiếng nổ. Sang ngày hôm sau nó tấn công công một đoàn ba tàu buôn, nhưng mọi quả ngư lôi phóng ra đều bị trượt. Đến ngày 28 tháng 7, nó phóng một loạt ngư lôi nhắm vào một tàu buôn đang thả neo, đánh trúng ba quả và đã khiến cho chiếc Peking Maru (2.288 tấn) bị bốc cháy, mắc cạn và bị phá hủy hoàn toàn tại tọa độ 17°33′B 120°21′Đ / 17,55°B 120,35°Đ.
Vào ngày 6 tháng 8, Aspro phát hiện và tấn công hai tàu buôn lúc 10 giờ 16 phút; một trong hai tàu đối phương trúng ngư lôi, bị nghiêng 15 nhưng vẫn có thể tiếp tục di chuyển. Sang ngày hôm sau, nó tiếp tục tấn công một đoàn 12 tàu buôn, phóng ngư lôi gây hư hại cho một tàu chở hàng lớn. Sau đó nó không tìm thấy mục tiêu nào khác nên quay trở về Fremantle vào ngày 18 tháng 8.

#### Chuyến tuần tra thứ năm
Trong chuyến tuần tra thứ năm từ ngày 10 tháng 9 đến ngày 14 tháng 10 tại khu vực biển Đông, Aspro phát hiện một đoàn bảy hoặc tám tàu buôn được bốn tàu hộ tống bảo vệ ngoài khơi bờ biển Đông Bắc Luzon vào ngày 30 tháng 9. Loạt ngư lôi nó phóng ra đã gây hư hại nặng cho một tàu buôn. Hai ngày sau đó, nó phóng ngư lôi đánh trúng một tàu chở dầu, rồi chỉ một giờ sau đó lại đánh trúng ngư lôi vào một tàu buôn của cùng đoàn tàu, khiến chiếc Azuchisan Maru  (6.888 tấn) bị đắm tại tọa độ 18°25′B 120°32′Đ / 18,417°B 120,533°Đ.
Sau đó Aspro tham gia một đội tấn công phối hợp "Bầy sói" vốn bao gồm các tàu ngầm Hoe (SS-258) và Cabrilla (SS-288). Vào ngày 7 tháng 10, Hoe phát hiện một đoàn khoảng 12 tàu buôn, rồi đến 04 giờ 55 phút Aspro phóng ra một loạt bốn quả ngư lôi, đánh chìm được chiếc tàu chở hành khách Macassar Maru (4.026 tấn) tại tọa độ 17°54′B 119°57′Đ / 17,9°B 119,95°Đ. Không lâu sau đó nó kết thúc chuyến tuần tra và quay trở về Saipan, rồi tiếp tục quay trở lại căn cứ Trân Châu Cảng vào ngày 25 tháng 10.
Rời Trân Châu Cảng vào ngày 21 tháng 11, Aspro hướng sang Saipan cho chuyến tuần tra tiếp theo. Tuy nhiên trên đường đi vào ngày 28 tháng 11, nó gặp trục trặc ở máy phát điện số 1, nên phải quay trở lại Trân Châu Cảng để thay thế máy phát điện trong một tuần lễ.

### 1945

#### Chuyến tuần tra thứ sáu
Xuất phát từ Trân Châu Cảng vào ngày 13 tháng 12, 1944 cho chuyến tuần tra thứ sáu, Aspro làm nhiệm vụ tìm kiếm và giải cứu ngoài khơi Đài Loan hỗ trợ cho chiến dịch không kích của các tàu sân bay xuống hòn đảo này từ ngày 3 tháng 1, 1945, và đã giải cứu được bốn phi công Hải quân bị bắn rơi. Đang khi tuần tra, nó đã phóng ngư lôi đánh chìm một tàu đổ bộ. Đến ngày 6 tháng 1, nó tấn công hai tàu chở hàng nhỏ, nhưng các quả ngư lôi phóng ra không trúng đích. Chiếc tàu ngầm kết thúc chuyến tuần tra khi quay trở về Trân Châu Cảng vào ngày 11 tháng 2, và tiếp tục đi về vùng bờ Tây, đi đến Xưởng hải quân Hunters Point tại San Francisco, California vào ngày 20 tháng 2 để được đại tu. Khi công việc hoàn tất, nó lên đường vào ngày 31 tháng 5 để quay trở lại Trân Châu Cảng.

#### Chuyến tuần tra thứ bảy
Lên đường từ Trân Châu Cảng vào ngày 25 tháng 6 cho chuyến tuần tra thứ bảy, cũng là chuyến cuối cùng, Aspro hoạt động tại phía Nam các đảo chính quốc Nhật Bản. Vào ngày 8 tháng 7, nó làm nhiệm vụ tìm kiếm và giải cứu hỗ trợ các chiến dịch không kích xuất phát từ Iwo Jima để ném bom các mục tiêu tại Nhật Bản. Từ ngày 20 tháng 7, nó chuyển sang phục vụ cho hoạt động không kích của tàu sân bay thuộc Đệ Tam hạm đội xuống vùng Đông Nam đảo Honshū. Năm ngày sau đó, nó phóng ngư lôi đánh chìm một tàu kéo Nhật Bản. Đến ngày 3 tháng 8, chiếc tàu ngầm xâm nhập sâu vào vịnh Sagami chỉ cách bờ biển năm hoặc sáu dặm để giải cứu một phi công bị rơi máy bay và bị thương. Nó kết thúc chuyến tuần tra khi quay trở về Midway vào ngày 13 tháng 8; chỉ hai ngày sau đó Nhật Bản chấp nhận đầu hàng giúp chấm dứt vĩnh viễn cuộc xung đột.
Rời Midway vào ngày 1 tháng 9 để quay trở về vùng bờ biển California, Aspro đi đến San Francisco vào ngày 11 tháng 9, và được chuẩn bị để ngừng hoạt động. Nó được cho xuất biên chế tại Xưởng hải quân Mare Island vào ngày 30 tháng 1, 1946, và được đưa về Hạm đội Dự bị Thái Bình Dương.

### 1951 - 1962
Sau khi cuộc Chiến tranh Triều Tiên nổ ra vào tháng 6, 1950, Aspro được cho nhập biên chế trở lại vào ngày 6 tháng 7, 1951. Trong suốt hai năm tiếp theo nó hoạt động thường lệ dọc theo vùng bờ Tây từ căn cứ San Diego là cảng nhà mới, rồi đến ngày 9 tháng 11, 1953 lại được đưa về thành phần dự bị thuộc Hạm đội Dự bị Thái Bình Dương, neo đậu tại Mare Island. Nó được cho xuất biên chế vào ngày 30 tháng 4, 1954.
Đến ngày 5 tháng 5, 1957, Aspro một lần nữa được cho nhập biên chế trở lại và gia nhập hạm đội vào ngày 8 tháng 6, tiếp tục hoạt động thường lệ dọc theo vùng bờ Tây. Nó đi đến San Diego vào ngày 22 tháng 1, 1960 để được đại tu, rồi được xếp lại lớp như một "tàu ngầm phụ trợ" với ký hiệu lườn AGSS-309 vào ngày 1 tháng 7, 1960. Con tàu được cho xuất biên chế lần sau cùng vào ngày 1 tháng 9, 1962, được rút tên khỏi danh sách Đăng bạ Hải quân vào ngày 9 tháng 10, 1962, rồi bị đánh chìm như một mục tiêu bởi tàu ngầm Pomodon (SS-486) ngoài khơi San Diego, California vào ngày 16 tháng 11, 1962.

## Phần thưởng
Aspro được tặng thưởng bảy Ngôi sao Chiến trận do thành tích phục vụ trong Thế Chiến II. Nó được ghi công đã đánh chìm năm tàu Nhật Bản, bao gồm một tàu ngầm, với tổng tải trọng 21.854 tấn.
|  |                                         |  |
|  | Silver star · Bronze star · Bronze star |  |

| Dãi băng Hoạt động Tác chiến  |                                                                         |                                      |
| Huân chương Chiến dịch Hoa Kỳ | Huân chương Chiến dịch Châu Á-Thái Bình Dương với 7 Ngôi sao Chiến trận | Huân chương Chiến thắng Thế Chiến II |